# Audi A3
Audi A3 – samochód osobowy klasy kompaktowej produkowany pod niemiecką marką Audi od 1996 roku. Od 2020 roku produkowana jest czwarta generacja modelu.

## Pierwsza generacja

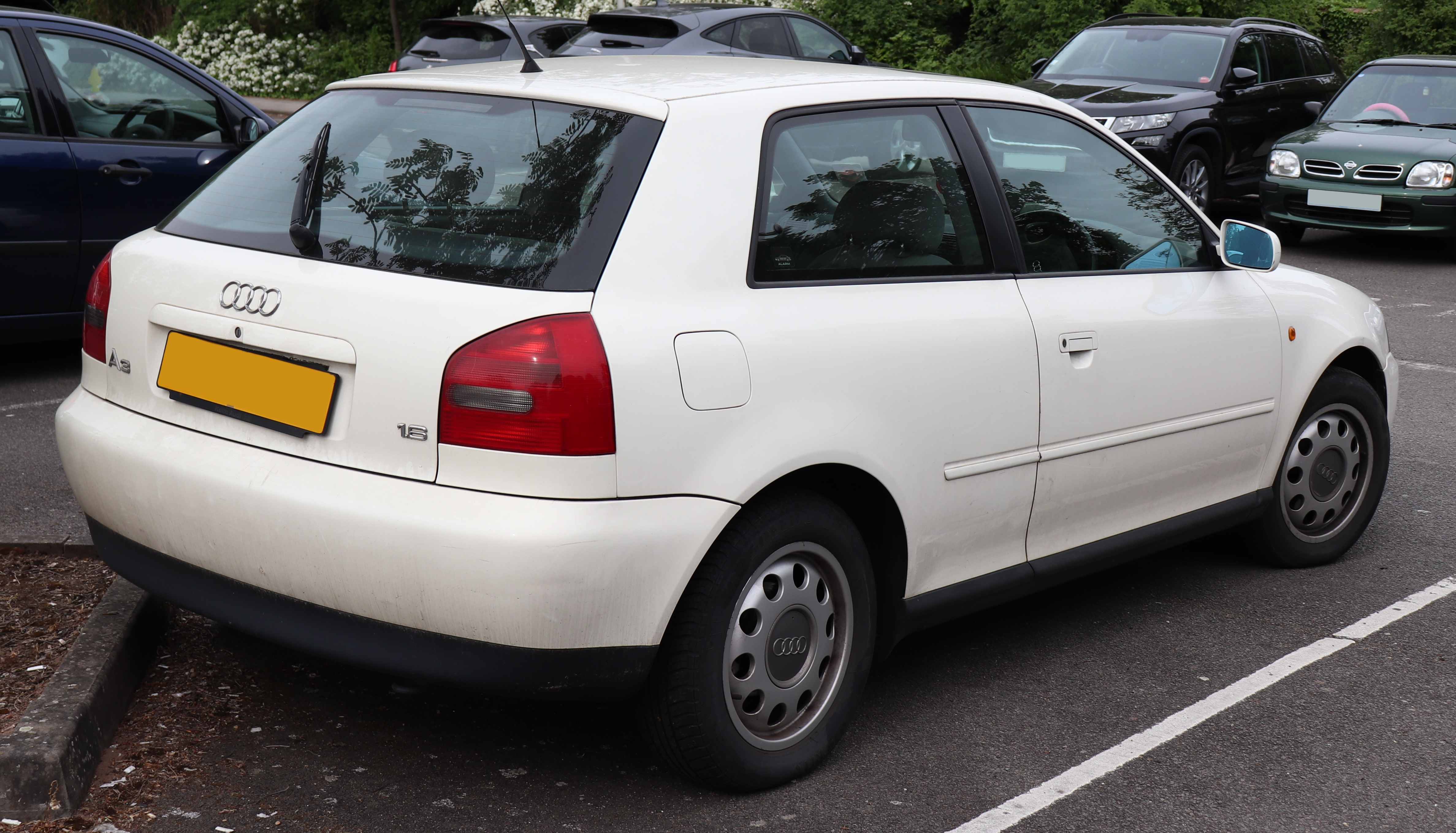
Audi A3 I (8L) – tył

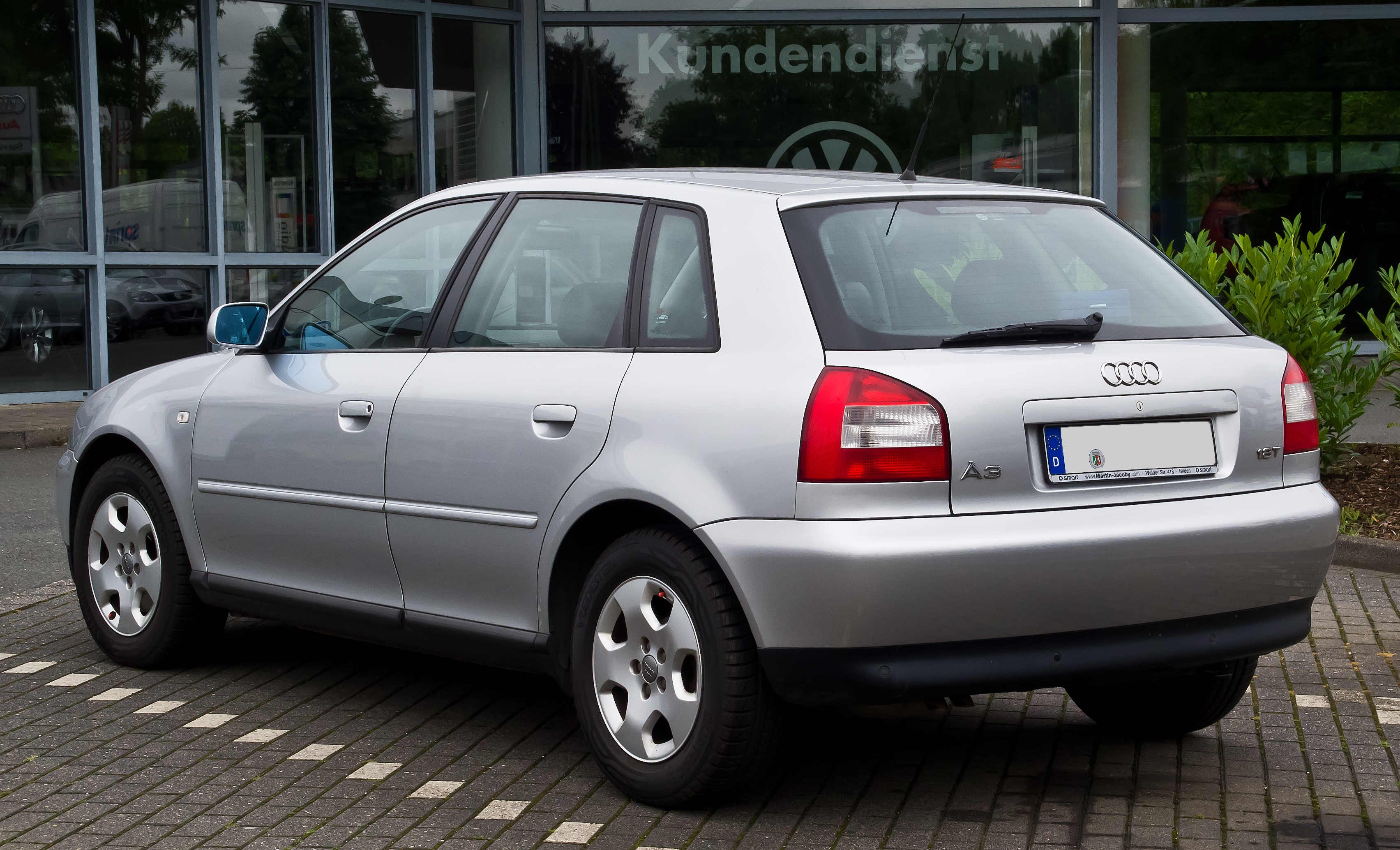
Audi A3 I (8L) – tył wersji pięciodrzwiowej

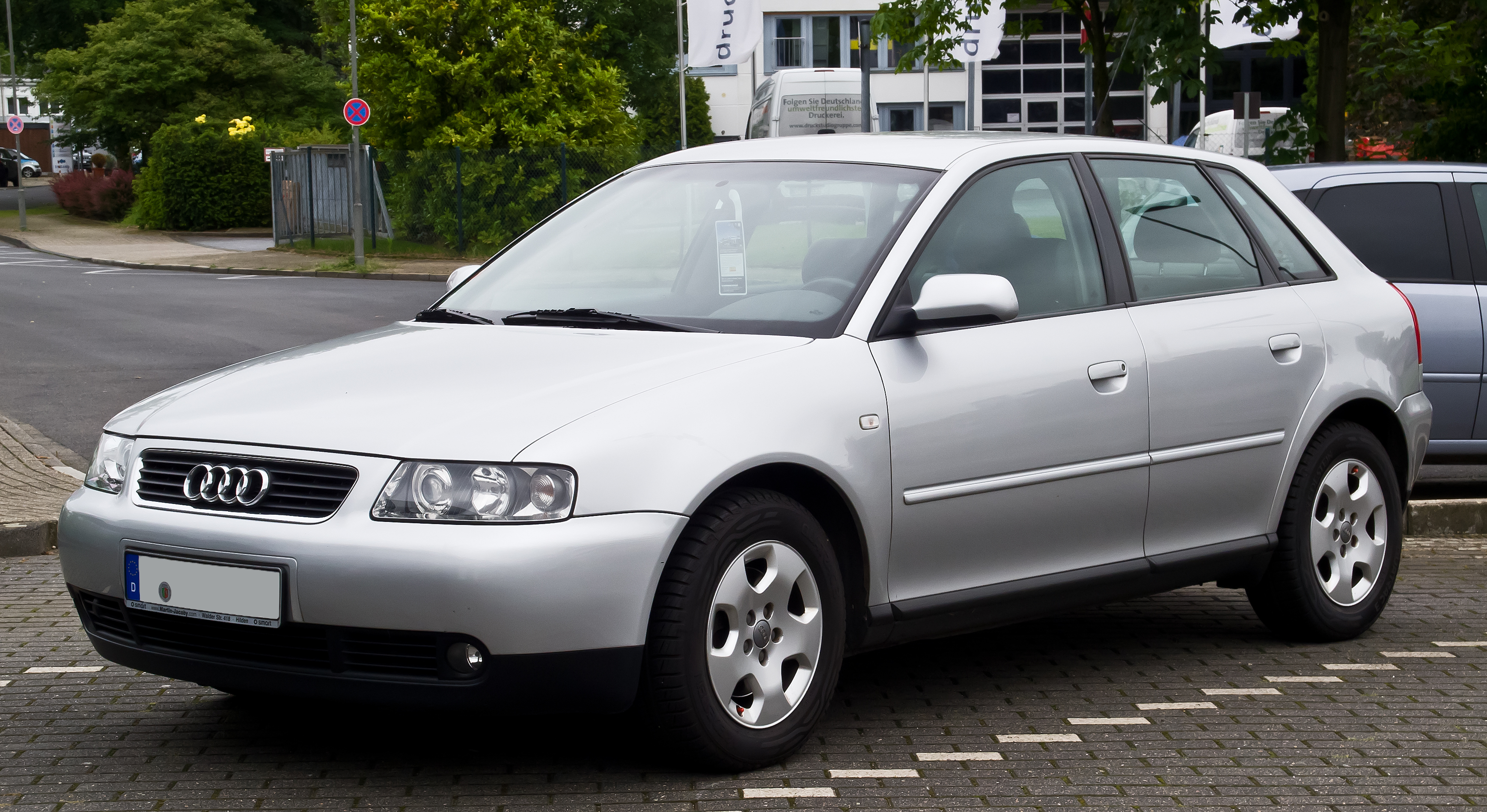
Audi A3 I (8L) po liftingu

Audi A3 I zostało zaprezentowane po raz pierwszy w 1996 roku.
Samochód otrzymał kod fabryczny 8L. Auto oferowano z kilkoma konstrukcjami silników. Miały one jednak różne warianty mocy od 101 KM do 224 KM w silnikach benzynowych i od 90 KM do 130 KM w jednostkach wysokoprężnych. Dla fanów sportowej jazdy przewidziano model S3 z silnikiem 1.8 T o mocy 224 KM. Wersja S3 była standardowo wyposażona w napęd na cztery koła quattro. S3 zapewniało sportowe osiągi: przyspieszenie 0-100 km/h 6,6 sekundy a prędkość maksymalna to 243 km/h. Łącznie nabywców znalazło około 913 tysięcy egzemplarzy pierwszej generacji Audi A3.
W 1999 roku ofertę poszerzyła wersja pięciodrzwiowa. W 2000 roku przedstawiono model po modernizacji, w ramach której zmieniono m.in. składy przednich i tylnych lamp oraz atrapę chłodnicy.

### Wersje wyposażenia
- Attraction – model podstawowy z czteroramienną kierownicą, materiałową tapicerką „Fabula”, 15-calowe felgi aluminiowe w stylistyce 10 okrągłych otworów,
- Ambition – sportowa wersja z trójramienną skórzaną kierownicą, zawieszenie standardowo obniżone o 16 mm, skórzana gałka dźwigni zmiany biegów, sportowe fotele, pięcioramienne 15-calowe odlewane obręcze aluminiowe i inne elementy wyposażenia sportowego,
- Ambiente – komfortowa wersja z czteroramienną skórzaną kierownicą i skórzaną gałką dźwigni zmiany biegów, welurowa tapicerka „Alcantara”, pakiet oświetlenia wnętrza, podłokietnik z przodu, 11-sto ramienne 15-calowe felgi aluminiowe,
- S-line – sportowy wariant ze specjalnym pakietem stylistycznym, czarną podsufitką, białymi zegarami 3-ramienną kierownicą z logo S-line i specjalnymi 9-ramiennymi 17-calowymi felgami,
- Nino Cerruti - wariant ze specjalnym pakietem stylistycznym, musztardowa tapicerka skórzana w kolorze Aztec Gold, lakier Atlas Grau niedostępny w seryjnej produkcji A3, wyprodukowany w ilości 50 szt, dostępny w sprzedaży tylko na polskim rynku.

### Silniki
| Wersja                | Silnik:                          | Układ zasilania:   | Średnica × skok tłoka: | St. sprężania:     | Moc maksymalna:                   | Maks. moment obrotowy          | 0-100 km/h:        | V-max:             |
| Silniki benzynowe:    | Silniki benzynowe:               | Silniki benzynowe: | Silniki benzynowe:     | Silniki benzynowe: | Silniki benzynowe:                | Silniki benzynowe:             | Silniki benzynowe: | Silniki benzynowe: |
| --------------------- | -------------------------------- | ------------------ | ---------------------- | ------------------ | --------------------------------- | ------------------------------ | ------------------ | ------------------ |
| 1.6                   | R4 1,6 l (1595 cm³), SOHC        | wtrysk             | 81,00 mm × 77,40 mm    | 10,2:1             | 101 KM (74 kW) przy 5600 obr/min  | 145 N•m przy 3800 obr/min      | 11,3 s             | 188 km/h           |
| 1.6                   | R4 1,6 l (1595 cm³), SOHC        | wtrysk             | 81,00 mm × 77,40 mm    | 10,3:1             | 102 KM (75 kW) przy 5600 obr/min  | 148 N•m przy 3800 obr/min      | 10,9 s             | 189 km/h           |
| 1.8                   | R4 1,8 l (1781 cm³), DOHC        | wtrysk             | 81,00 mm × 86,40 mm    | 10,3:1             | 125 KM (92 kW) przy 6000 obr/min  | 172 N•m przy 4100 obr/min      | 9,6 s              | 202 km/h           |
| 1.8 T                 | R4 1,8 l (1781 cm³), DOHC, turbo | wtrysk Bo Mot      | 81,00 mm × 86,40 mm    | 9,5:1              | 150 KM (110 kW) przy 5700 obr/min | 210 N•m przy 1750-4600 obr/min | 8,2 s              | 217 km/h           |
| 1.8 T                 | R4 1,8 l (1781 cm³), DOHC, turbo | wtrysk Bo Mot      | 81,00 mm × 86,40 mm    | 9,5:1              | 180 KM (132 kW) przy 5500 obr/min | 235 N•m przy 1900-5000 obr/min | 7,5 s              | 230 km/h           |
| 1.8 T (S3)            | R4 1,8 l (1781 cm³), DOHC, turbo | wtrysk Bo Mot      | 81,00 mm × 86,40 mm    | 9,0:1              | 210 KM (154 kW) przy 5800 obr/min | 270 N•m przy 2100-5000 obr/min | 6,8 s              | 238 km/h           |
| 1.8 T (S3)            | R4 1,8 l (1781 cm³), DOHC, turbo | wtrysk Bo Mot      | 81,00 mm × 86,40 mm    | 9,0:1              | 224 KM (165 kW) przy 5900 obr/min | 280 N•m przy 2200-5500 obr/min | 6,6 s              | 243 km/h           |
| Silniki wysokoprężne: |                                  |                    |                        |                    |                                   |                                |                    |                    |
| 1.9 TDI               | R4 1,9 l (1896 cm³), SOHC        | pompa rotacyjna    | 79,50 mm × 95,50 mm    | 19,5:1             | 90 KM (66 kW) przy 4000 obr/min   | 210 N•m przy 1900 obr/min      | 12,4 s             | 181 km/h           |
| 1.9 TDI PD            | R4 1,9 l (1896 cm³), SOHC        | pompowtryskiwacze  | 79,50 mm × 95,50 mm    | 19,0:1             | 100 KM (74 kW) przy 4000 obr/min  | 240 N•m przy 1800-2400 obr/min | 11,0 s             | 188 km/h           |
| 1.9 TDI               | R4 1,9 l (1896 cm³), SOHC        | pompa rotacyjna    | 79,50 mm × 95,50 mm    | 19,5:1             | 110 KM (81 kW) przy 4150 obr/min  | 235 N•m przy 1900 obr/min      | 10,5 s             | 194 km/h           |
| 1.9 TDI PD            | R4 1,9 l (1896 cm³), SOHC        | pompowtryskiwacze  | 79,50 mm × 95,50 mm    | 19,0:1             | 130 KM (96 kW) przy 4000 obr/min  | 310 N•m przy 1900 obr/min      | 9,2 s              | 205 km/h           |

## Druga generacja

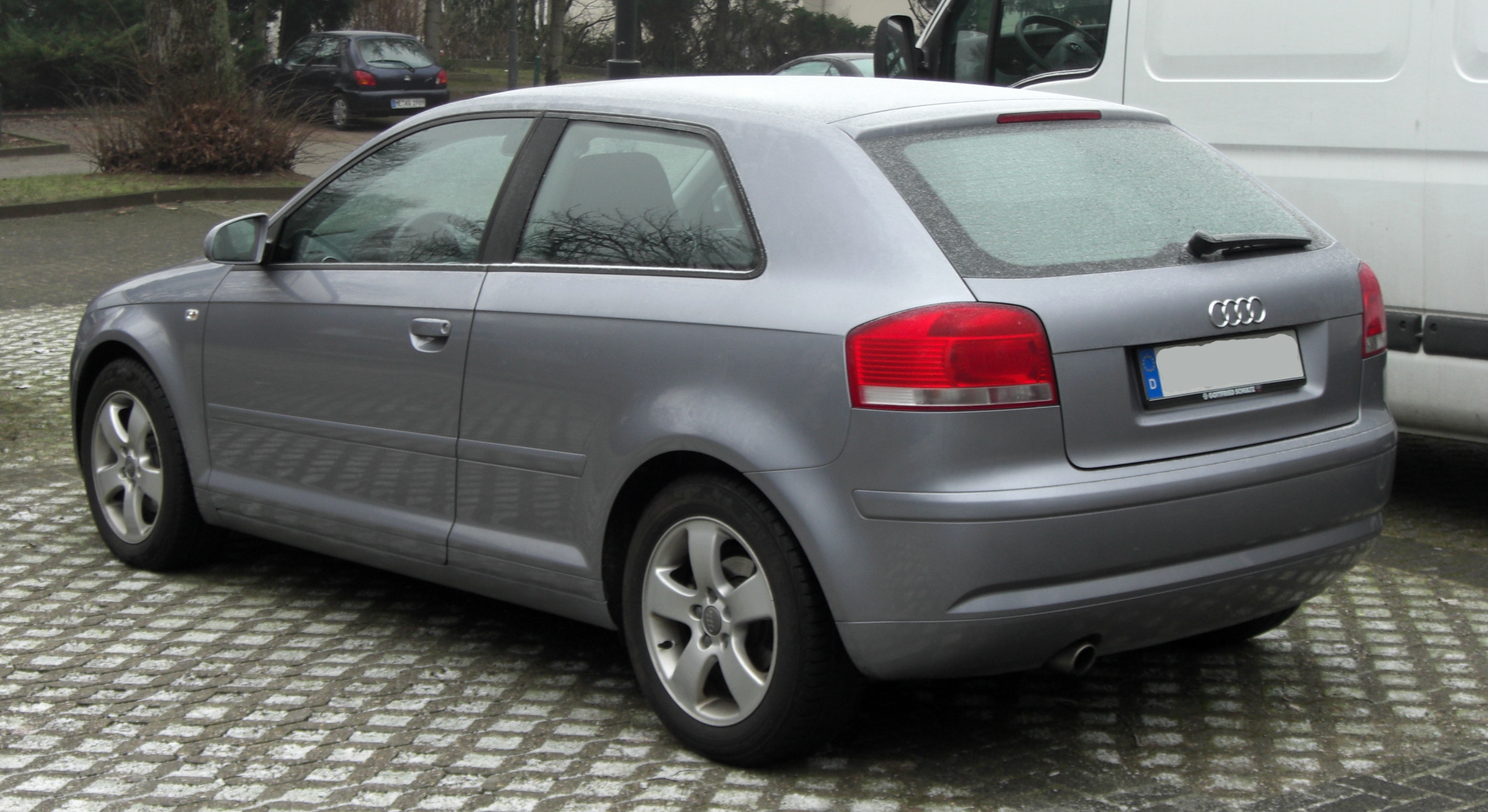
Audi A3 II (8P) – tył

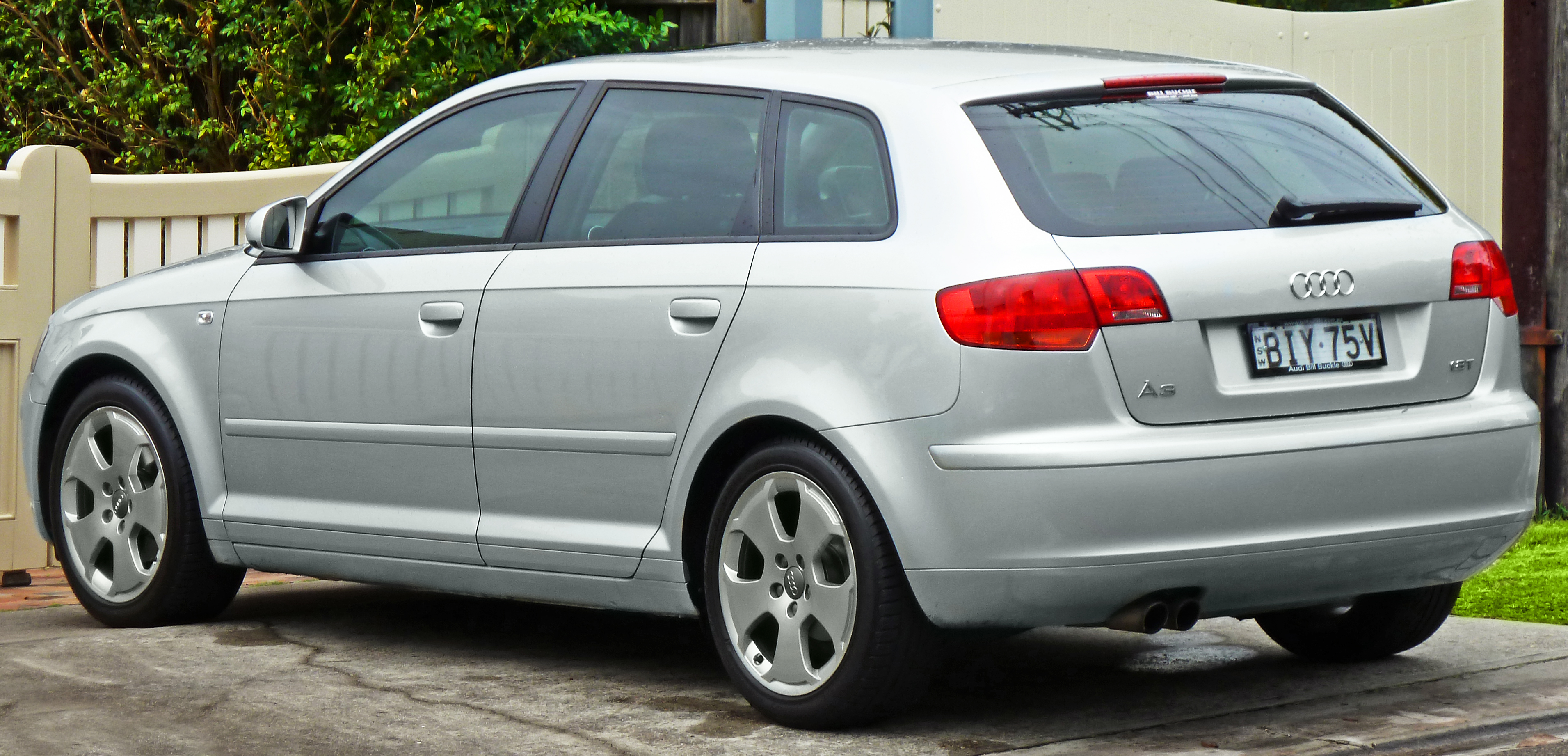
Audi A3 Sportback I (8PA)

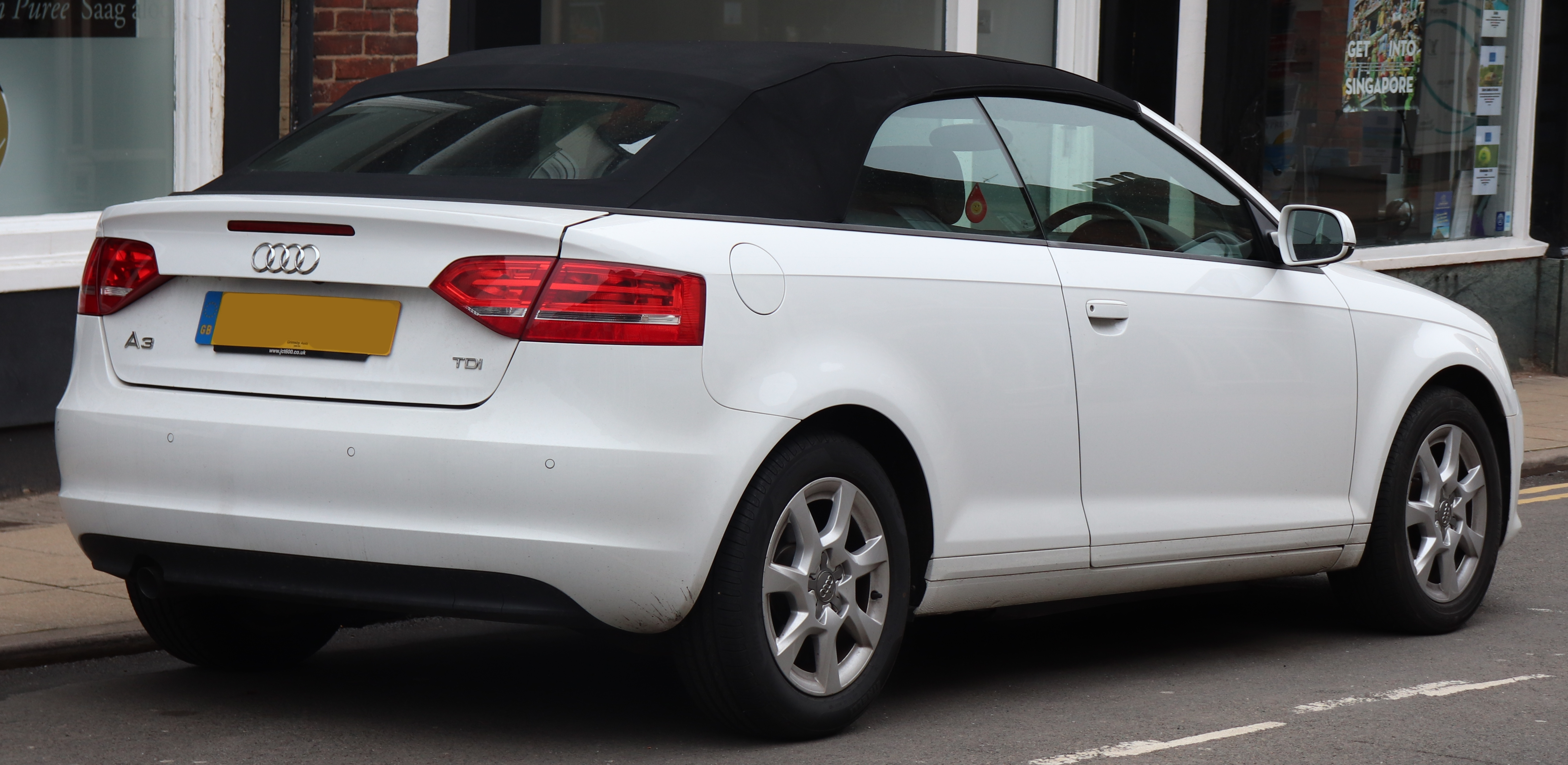
Audi A3 II Cabriolet (8P7)

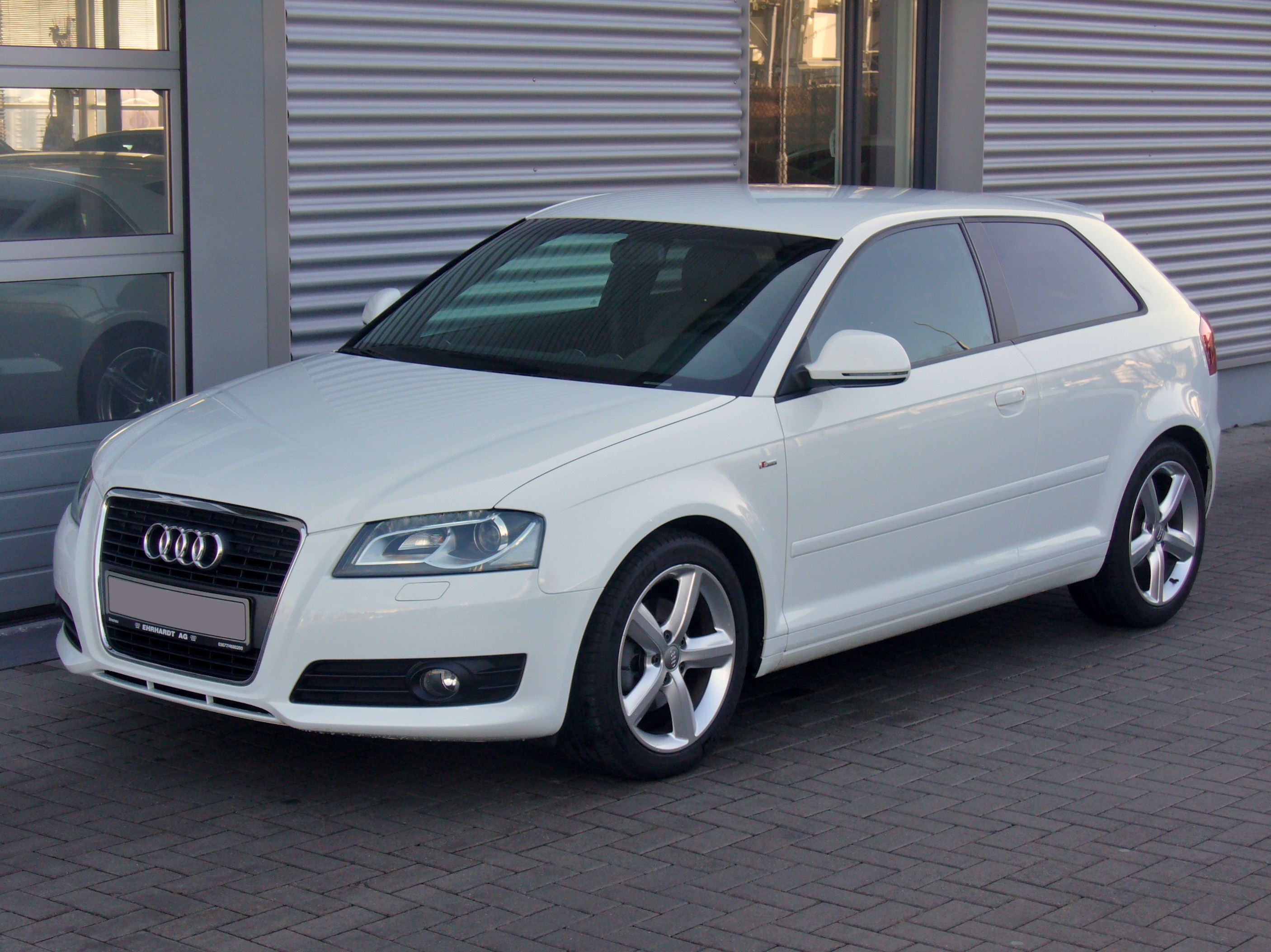
Audi A3 II (8P) po liftingu

Audi A3 II zostało zaprezentowane po raz pierwszy w 2003 roku. Wersja pięciodrzwiowa nosiła nazwę A3 Sportback.
Drugie wcielenie A3 oznaczone kodami fabrycznymi 8P/8PA/8P7 zostało zbudowane na nowej płycie podłogowej koncernu Volkswagena PQ35. Tak jak w przypadku poprzedniego modelu, auto było dostępne początkowo wyłącznie w wersji trzydrzwiowej. Wersja pięciodrzwiowa została wprowadzona do sprzedaży w 2004 roku i otrzymała nową nazwę Sportback. W 2006 roku do produkcji weszła wersja S3 z silnikiem 2.0 TFSI o mocy 265 KM i napędem quattro, początkowo tylko jako 3-drzwiowy hatchback. Na początku 2007 roku wolnossący silnik 2.0 FSI został zastąpiony przez turbodoładowaną jednostkę 1.8 TFSI. Natomiast pod koniec tego samego roku, silnik 1.6 FSI został zastąpiony przez 1.4 TFSI.
W 2008 roku model A3 przeszedł facelifting, dodatkowo oferta poszerzyła się o wersję S3 w nadwoziu Sportback. Produkcję Audi A3 II generacji zakończono z początkiem 2013 roku. Łącznie do klientów trafiło około 2 milionów sztuk tego modelu.

### Cabriolet
Od jesieni 2007 do połowy 2013, produkowane było Audi A3 drugiej generacji w wersji Cabriolet. Jego sprzedaż rozpoczęła się w połowie stycznia 2008 roku. Zgodnie z tradycją marki Audi w wersji kabrioletu miało klasyczny miękki dach zamiast metalowego składanego. Koncern oferował dla tego modelu pięć wariantów silnikowych, w tym trzy silniki benzynowe 1.6 (102 KM), 1.8 TFSI (160 KM) i 2.0 TFSI (200 KM) oraz dwa silniki Diesla z 1.6 TDI (105 KM) i 2.0 TDI (140 KM).

### Silniki
| Wersja                | Silnik:                          | Układ zasilania:   | Średnica × skok tłoka: | St. sprężania:     | Moc maksymalna:                        | Maks. moment obrotowy          | 0-100 km/h:        | V-max:             |
| Silniki benzynowe:    | Silniki benzynowe:               | Silniki benzynowe: | Silniki benzynowe:     | Silniki benzynowe: | Silniki benzynowe:                     | Silniki benzynowe:             | Silniki benzynowe: | Silniki benzynowe: |
| --------------------- | -------------------------------- | ------------------ | ---------------------- | ------------------ | -------------------------------------- | ------------------------------ | ------------------ | ------------------ |
| 1.2 TFSI              | R4 1,2 l 1197 cm3                | wtrysk             |                        |                    | 105 KM                                 |                                |                    |                    |
| 1.4 TFSI              | R4 1,4 l (1390 cm³), DOHC, turbo | wtrysk FSI         | 76,50 mm × 75,60 mm    | 10,0:1             | 125 KM (92 kW) przy 5000 obr/min       | 200 N•m przy 1500-4000 obr/min | 9,4 s              | 203 km/h           |
| 1.6 8V                | R4 1,6 l (1595 cm³), SOHC        | wtrysk             | 81,00 mm × 77,40 mm    | 10,3:1             | 102 KM (75 kW) przy 5600 obr/min       | 148 N•m przy 3800 obr/min      | 11,9 s             | 185 km/h           |
| 1.6 FSI               | R4 1,6 l (1598 cm³), DOHC        | wtrysk FSI         | 76,50 mm × 86,90 mm    | 12,0:1             | 115 KM (84 kW) przy 6000 obr/min       | 155 N•m przy 4000 obr/min      | 10,9 s             | 196 km/h           |
| 1.8 TFSI              | R4 1,8 l (1798 cm³), DOHC, turbo | wtrysk FSI         | 82,50 mm × 84,10 mm    | 9,6:1              | 160 KM (118 kW) przy 5000-6200 obr/min | 250 N•m przy 1500-4200 obr/min | 7,6 s              | 222 km/h           |
| 2.0 FSI               | R4 2,0 l (1984 cm³), DOHC        | wtrysk FSI         | 82,50 mm × 92,80 mm    | 11,5:1             | 150 KM (110 kW) przy 6000 obr/min      | 200 N•m przy 3250-4250 obr/min | 8,9 s              | 211 km/h           |
| 2.0 TFSI              | R4 2,0 l (1984 cm³), DOHC, turbo | wtrysk FSI         | 82,50 mm × 92,80 mm    | 10,5:1             | 200 KM (147 kW) przy 5100-6000 obr/min | 280 N•m przy 1800-5000 obr/min | 7,0 s              | 236 km/h           |
| 2.0 TFSI (S3)         | R4 2,0 l (1984 cm³), DOHC, turbo | wtrysk FSI         | 82,50 mm × 92,80 mm    | 9,8:1              | 265 KM (195 kW) przy 6000 obr/min      | 350 N•m przy 2500-5000 obr/min | 5,7 s              | 250 km/h           |
| 2.5 TFSI (RS3)        | R5 2,5 l (2480 cm³) DOHC, turbo  | wtrysk FSI         | 82,50 mm × 92,80 mm    | 10,0:1             | 340 KM (249 kW)                        | 450 N•m przy 1600 obr/min      | 4,6 s              | 250 km/h           |
| 3.2 V6                | VR6 3,2 l (3189 cm³), DOHC,      | wtrysk             | 84,00 mm × 95,50 mm    | 11,3:1             | 250 KM (183 kW) przy 6300 obr/min      | 320 N•m przy 2500-3000 obr/min | 6,5 s              | 250 km/h           |
| Silniki wysokoprężne: |                                  |                    |                        |                    |                                        |                                |                    |                    |
| 1.6 TDI               | R4 1,6 l (1598 cm³), DOHC        | wtrysk common rail | 79,50 mm × 80,50 mm    | 16,5:1             | 90 KM (66 kW) przy 4200 obr/min        | 230 N•m przy 1500-2500 obr/min | 12,9 s             | 180 km/h           |
| 1.6 TDI               | R4 1,6 l (1598 cm³), DOHC        | wtrysk common rail | 79,50 mm × 80,50 mm    | 16,5:1             | 105 KM (77 kW) przy 4400 obr/min       | 250 N•m przy 1500-2500 obr/min | 11,4 s             | 194 km/h           |
| 1.9 TDI               | R4 1,9 l (1896 cm³), SOHC        | wtrysk PD          | 79,50 mm × 95,50 mm    | 19,0:1             | 105 KM (78 kW) przy 4000 obr/min       | 250 N•m przy 1900 obr/min      | 11,4 s             | 187 km/h           |
| 2.0 TDI               | R4 2,0 l (1968 cm³), DOHC        | wtrysk PD          | 81,00 mm × 95,50 mm    | 18,0:1             | 140 KM (103 kW) przy 4000 obr/min      | 320 N•m przy 2500 obr/min      | 9,5 s              | 207 km/h           |
| 2.0 TDI               | R4 2,0 l (1968 cm³), DOHC        | wtrysk PD          | 81,00 mm × 95,50 mm    | 18,0:1             | 170 KM (125 kW) przy 4200 obr/min      | 350 N•m przy 1750-2500 obr/min | 8,2 s              | 222 km/h           |

## Trzecia generacja

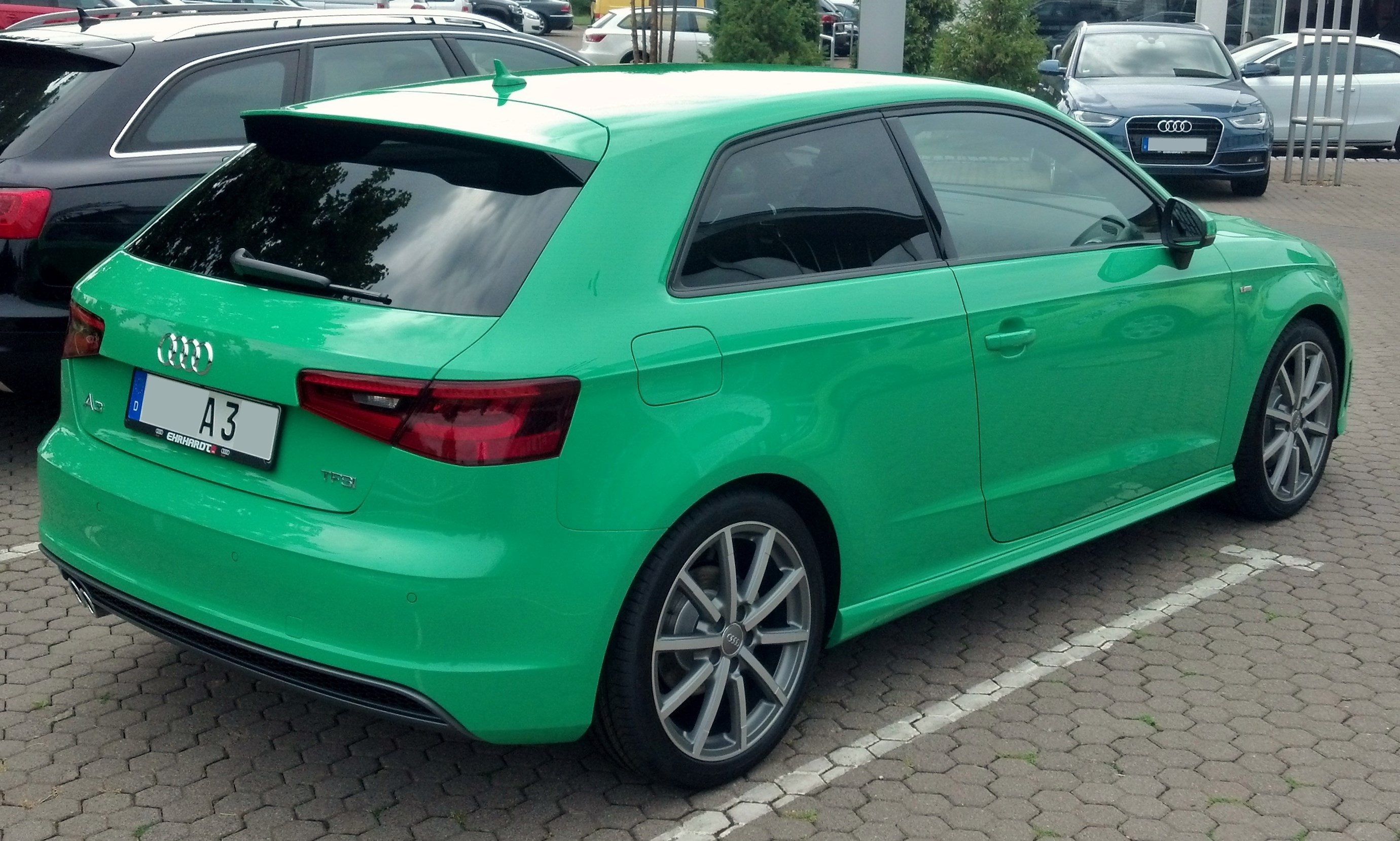
Audi A3 III (8V) – tył

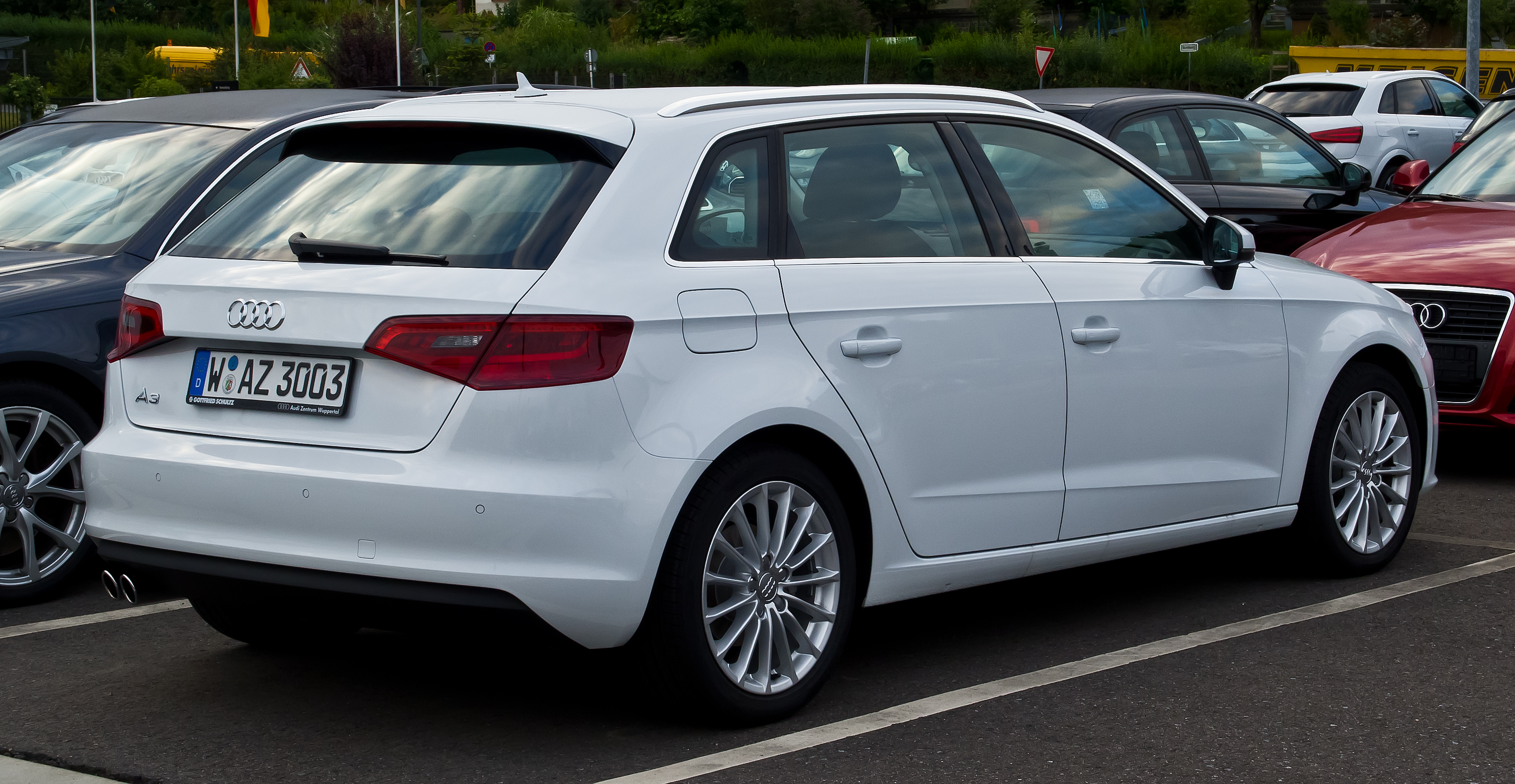
Audi A3 Sportback II (8V)

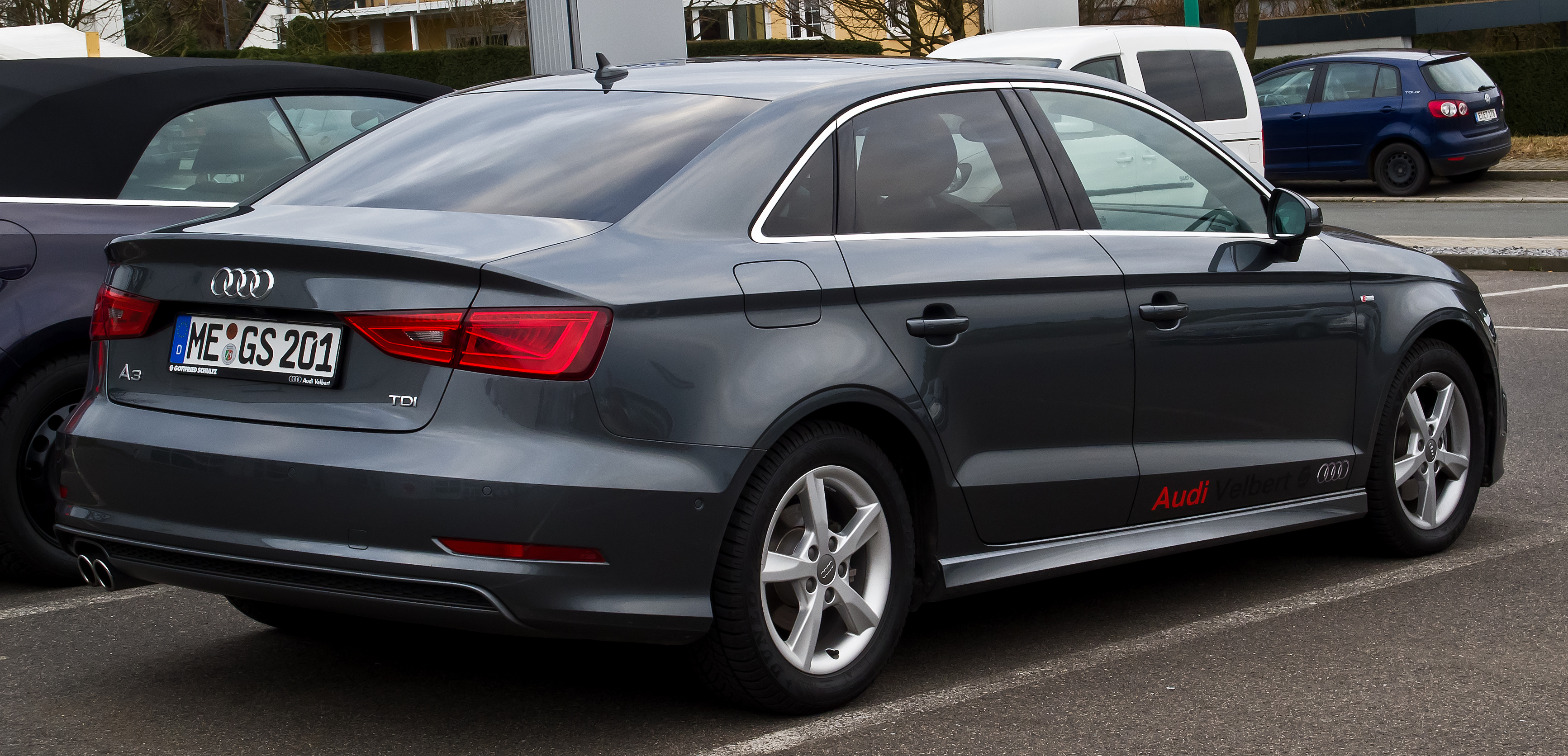
Audi A3 III Limousine (8V)

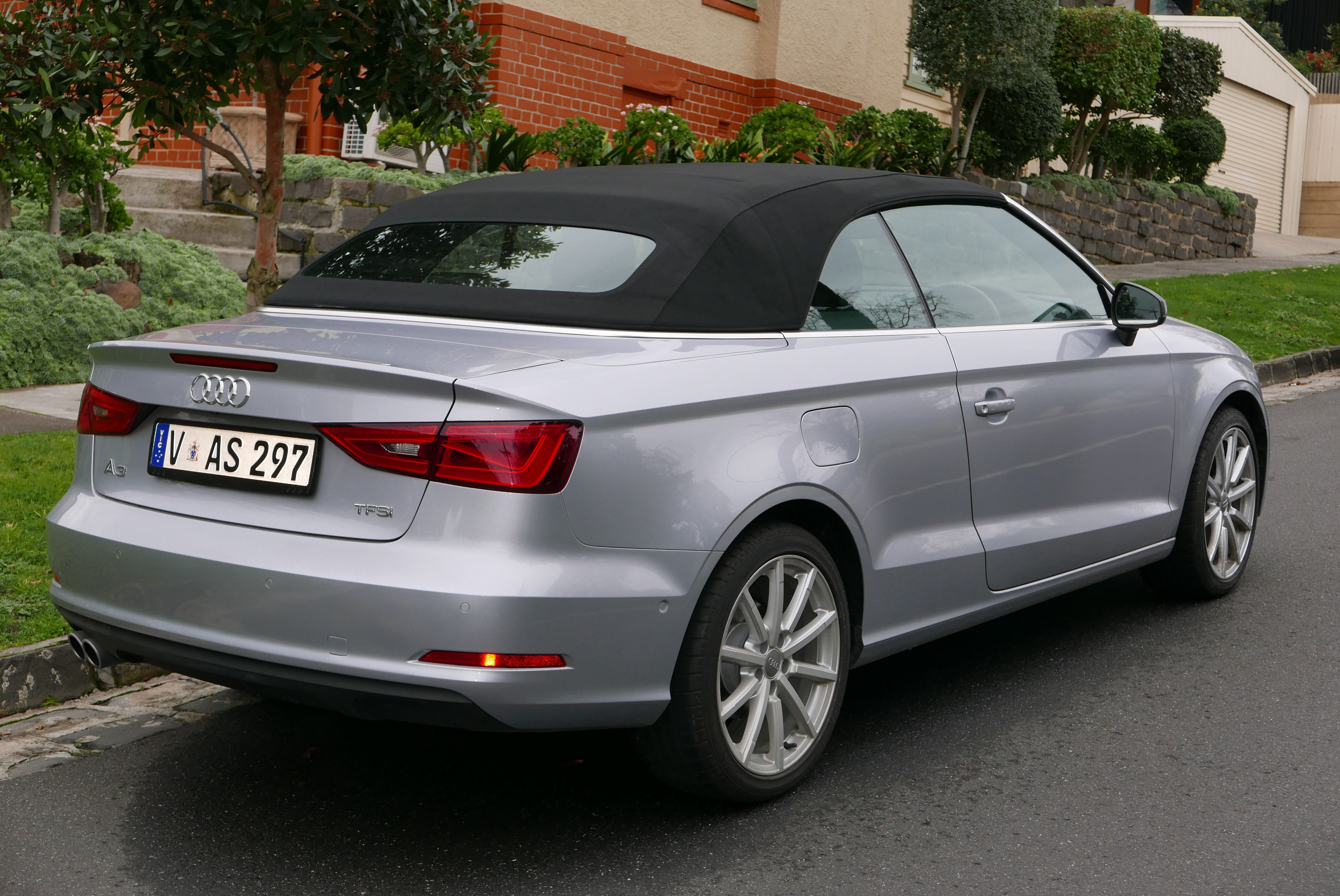
Audi A3 III Cabriolet (8V)

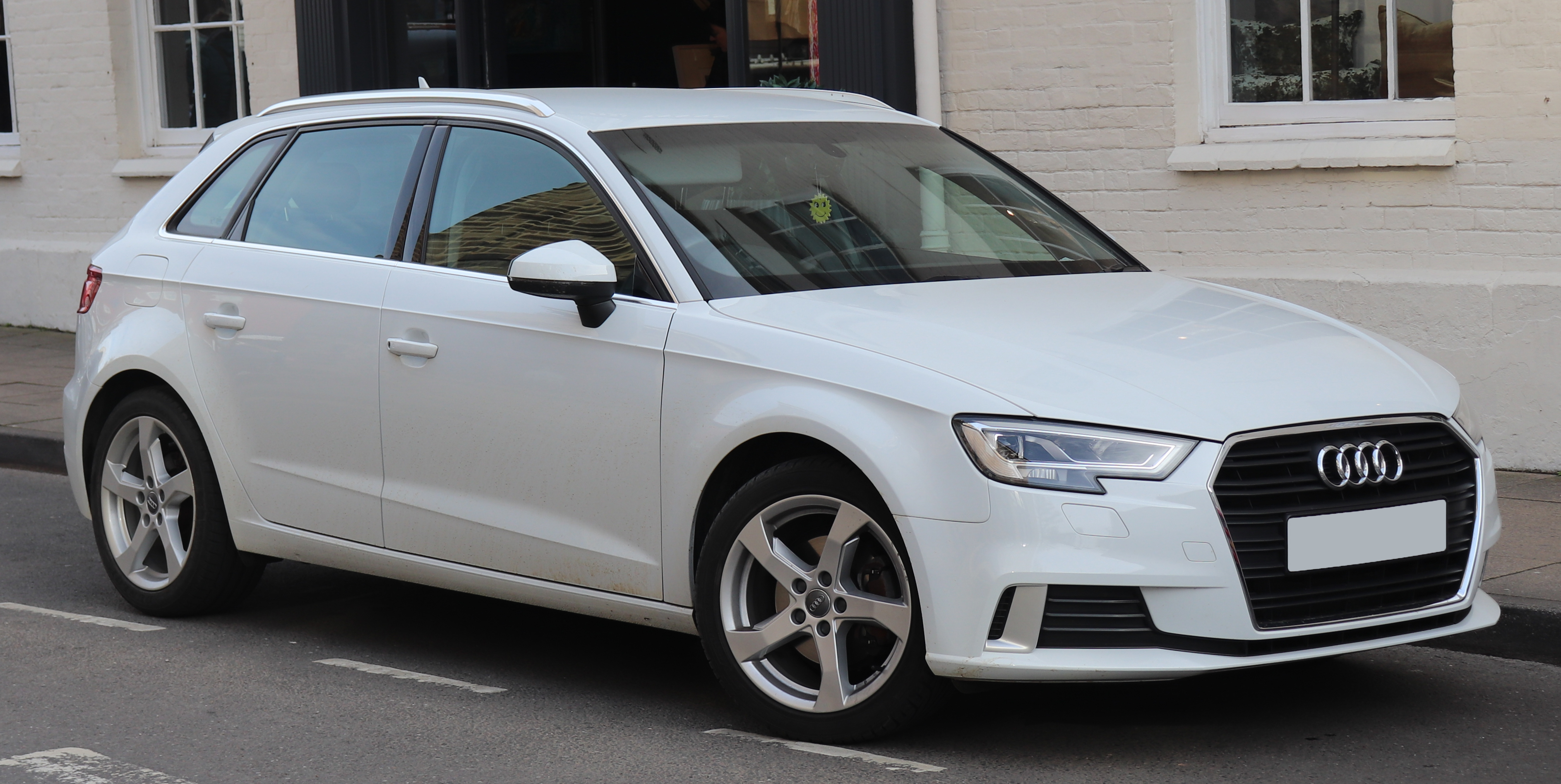
Audi A3 III (8V) po liftingu

Audi A3 III zostało zaprezentowane wiosną 2012 roku. Wersja pięciodrzwiowa ponownie i po raz ostatni nosiła nazwę A3 Sportback.
Trzecia generacja A3 oznaczona kodem fabrycznym 8V została zaprezentowana podczas Geneva Motor Show w marcu 2012 roku. Samochód został zbudowany na platformie MQB Volkswagena. Sprzedaż wersji 3-drzwiowej rozpoczęła się jeszcze w tym samym roku, a wersji 5-drzwiowej Sportback, w roku 2013.
W stosunku do poprzednich generacji, auto zmieniło się nie tylko zewnętrznie, ale zastosowano w nim szereg nowych rozwiązań technicznych, m.in. system Cylinder on Demand odłączający dwa z czterech cylindrów w przypadku niskiego obciążenia silnika. Stosowana przez Audi technika konstrukcji, wykorzystująca bardzo lekkie materiały, sprawia, że waga wersji trzydrzwiowej modelu jest bardzo niska – w porównaniu do poprzednika A3 III jest o 80 kilogramów lżejsze. W nowym modelu zaprezentowano również innowacyjne systemy wspomagania kierowcy. Należą do nich m.in. radarowy tempomat adaptacyjny, asystent zmiany pasa ruchu (Audi side assist), asystent toru jazdy (Audi active lane assist), system rozpoznawania znaków drogowych czy system bezpieczeństwa (Audi pre sense basic). Samochód wyposażono także w rozbudowaną gamę systemów Infotainment.
W czasie Salonu Samochodowego w Genewie 2013, Audi pokazało produkcyjną wersją modelu A3 Sportback z silnikiem na sprężony gaz ziemny (CNG). Pojazd oznaczony jest w nomenklaturze producenta jako 'g-tron'. Auto może być również zasilane gazem syntetycznym, produkowanym w ramach projektu bezemisyjnego paliwa 'Audi e-gas'. Jego silnik, to zmodyfikowana jednostka 1.4 TFSI, gdzie głowicę, turbosprężarkę oraz układ wtryskowy i katalizator dostosowano do zasilania gazowego. Dzięki mocy 81 kW (110 KM) i momentowi obrotowemu 200 Nm, od 0 do 100 km/h pojazd przyspiesza w czasie 11 sekund, a jego prędkość maksymalna wynosi 190 km/h.
W 2013 roku na Salonie w Genewie, zaprezentowano model Audi A3 Sportback e-tron z napędem hybrydowym,oparty na koncepcji wysoce efektywnej hybrydy równoległej. Zastosowano tu zmodyfikowany silnik spalinowy 1.4 TFSI, generujący moc 110 kW (150 KM) i moment obrotowy 250 Nm. Współpracuje on bezpośrednio z silnikiem elektrycznym o mocy 75 kW i momencie obrotowym 330 Nm. Jednostka elektryczna o kompaktowych wymniarach jest zintegrowana z automatyczną, sześciostopniową przekładnią e-S tronic.
Silnik elektryczny dostarcza maksymalny moment obrotowy od startu do ok. 2000 obr./min, a jednostka TFSI w przedziale 1750 – 4000 obr./min. W Audi A3 Sportback e-tron zastosowano do magazynowania energii system akumulatorów litowo-jonowych, dla lepszego wykorzystania przestrzeni umieszczonych w podłodze, pod tylnymi siedzeniami. Akumulator wysokiego napięcia, którego obudowę w dużym stopniu wykonano z aluminium, ma pojemność 8,8 kWh. Składa się z ośmiu modułów mających łącznie 96 ogniw.
W marcu 2013 roku podczas targów w Nowym Jorku firma Audi oficjalnie zaprezentowała A3 Limousine, bazującą na platformie MQB. Wymiary limuzyny to 4,46 m długości, szerokość 1,8 m i wysokość 1,42 m. Rozstaw osi to 2,64 m. W porównaniu do modelu A3 Sportback, Limousine jest o 11 mm szerszy, oraz 9 mm wyższy. Pojemność bagażnika to 425 l. Seryjna produkcja rozpoczęła się 12 czerwca 2013 roku. Tym samym Audi rozpoczęło nowy rozdział w węgierskim Győr, gdzie niemiecki producent obchodził w 2013 roku 20-lecie swojej obecności. Fabryka w Györ przez ostatnie dwa lata była rozbudowywana, aby umożliwić produkcję modelu A3 Limousine. Inwestycja pochłonęła około 900 milionów euro, ale dzięki niej zatrudniono ponad 2100 nowych pracowników. We wrześniu 2014, z taśm nowej fabryki jechał stutysięczny samochód w niej wyprodukowany – Audi S3 Limousine.
W maju 2013 roku Audi poszerzyło ofertę o najmocniejszą wersję oznaczoną S3. Samochód jest napędzany benzynowym silnikiem 2,0 TFSI o mocy 300 KM i maksymalnym momencie obrotowym 380 Nm. Sprint od 0 do 100 km/h zajmuje (z dostępną opcjonalnie automatyczną skrzynią biegów S-tronic) zaledwie 4,8 sekundy, a w wersji ze skrzynią manualną – 5,2 sekundy. Prędkość maksymalna została ograniczona do 250 km/h. Nadwozie w dużym stopniu wykonano z twardych stopów stali, a przednie błotniki i maskę silnika – z aluminium. Gotowy do drogi pojazd waży nie więcej niż 1395 kg, czyli o 60 kg mniej niż poprzednia generacja.
We wrześniu 2013 roku firma z Ingolstadt zaprezentowała najoszczędniejszy w gamie model o nazwie Audi A3 Ultra. Samochody z tym przydomkiem, podobnie jak wersje Bluemotion Volkswagena – charakteryzować się mają jak najniższym zużyciem paliwa. Audi A3 w wersji Ultra wyposażone jest w wysokoprężny 1,6 l TDI o mocy 110 KM. Dzięki obniżeniu zawieszenia i zmianie przełożeń skrzyni biegów samochód według danych producenta zużywać ma średnio 3,2 l oleju napędowego na 100 km.
Na salonie we Frankfurcie we wrześniu 2013 roku zadebiutowało Audi A3 Cabriolet. W stosunku do poprzednika samochód znacznie urósł, długość nadwozia została zwiększona o 18 cm. Samochód posiada płócienny dach, który otwiera się elektrycznie, przy czym operacji tej można dokonać podczas jazdy, o ile prędkość nie przekracza 50 km/h. Produkcja tej wersji ruszyła w październiku 2013.
W lutym 2014 roku Audi zaprezentowało model S3 Cabriolet. Samochód oferowany jest z silnikiem 2.0 TFSI o mocy 300 KM i maksymalnym momencie obrotowym 380 Nm. Auto wyposażono w materiałowy dach, który składa się automatycznie w 18 sekund i może być obsługiwany przy prędkości do 50 km/h. Samochód przyspiesza do 100 km/h w 5,4 s i rozpędza się do prędkości maksymalnej 250 km/h. Napęd przekazywany jest na koła obu osi za pośrednictwem systemu Quattro. Sprzedaż Audi S3 Cabriolet rozpoczęła się latem 2014 roku.
W kwietniu 2014 roku – na konferencji prasowej zorganizowanej przy okazji salonu motoryzacyjnego w Nowym Jorku – Audi A3 otrzymało od dziennikarzy motoryzacyjnych prestiżowy tytuł „Światowego Samochodu Roku 2014”.
W grudniu 2014 roku Audi postanowiło zaprezentować najmocniejszą wersję tego modelu. Nowe Audi RS3, z kultowym pięciocylindrowym silnikiem 2.5 TFSI ma trafić do ogólnej sprzedaży w lecie tego roku, oferowane będzie tylko w wersji Sportback. Turbodoładowana jednostka będzie generować moc 270 kW (367 KM) w zakresie 5500-6200 obrotów. Maksymalny moment wynoszący 465 Nm będzie dostępny od 1625 do 5550 obr. Na wszystkie koła moc będzie rozdzielała 7-stopniowa skrzynia S-tronic wraz z napędem quattro. Waga auta to 1595 kg, a sprint do setki ma zająć 4.3 sekundy. Prędkość maksymalna tradycyjnie ograniczona do 250 km/h (280 km/h za dopłatą).Od 2017 roku RS3 ma silnik wzmocniony do 400 KM.

### Lifting
W połowie 2016 roku na polskim rynku zadebiutowało A3 po zmianach produktowych.  Zmienił się projekt pasa przedniego oraz kształt tylnych reflektorów, dodano nowe wzory felg, a także 5 nowych kolorów nadwozia. We wnętrzu uproszczono obsługę systemu multimedialnego MMI oraz dodano możliwość zamówienia cyfrowych wskaźników (tzw. Audi virtual cockpit – rozwiązania, które wcześniej pojawiło się w wyższych modelach Audi). W A3 po faceliftingu pojawiły się też nowe systemy asystujące, w tym emergency assist, potrafiący samodzielnie zatrzymać samochód po wykryciu braku reakcji ze strony kierowcy. W palecie silników zadebiutowała 3-cylindrowa jednostka 1,0 TFSI, generująca moc 115 KM i moment 200 Nm. Sportowa wersja S3 po faceliftingu zyskała 10 KM (moc wzrosła z 300 do 310 KM). Po wprowadzeniu nowych wymogów dotyczących emisji spalin, wersja utraciła dodatkowe 10 KM. Wersje wyposażone w obowiązkowy filtr cząstek stałych posiadają po liftingu 300 KM.
W połowie 2016 roku w polskich salonach zadebiutowała wersja po zmianach produktowych.

### Wersje wyposażeniowe
- Ambition
- Attraction
- Ambiente
- S-line
- RS3

## Czwarta generacja

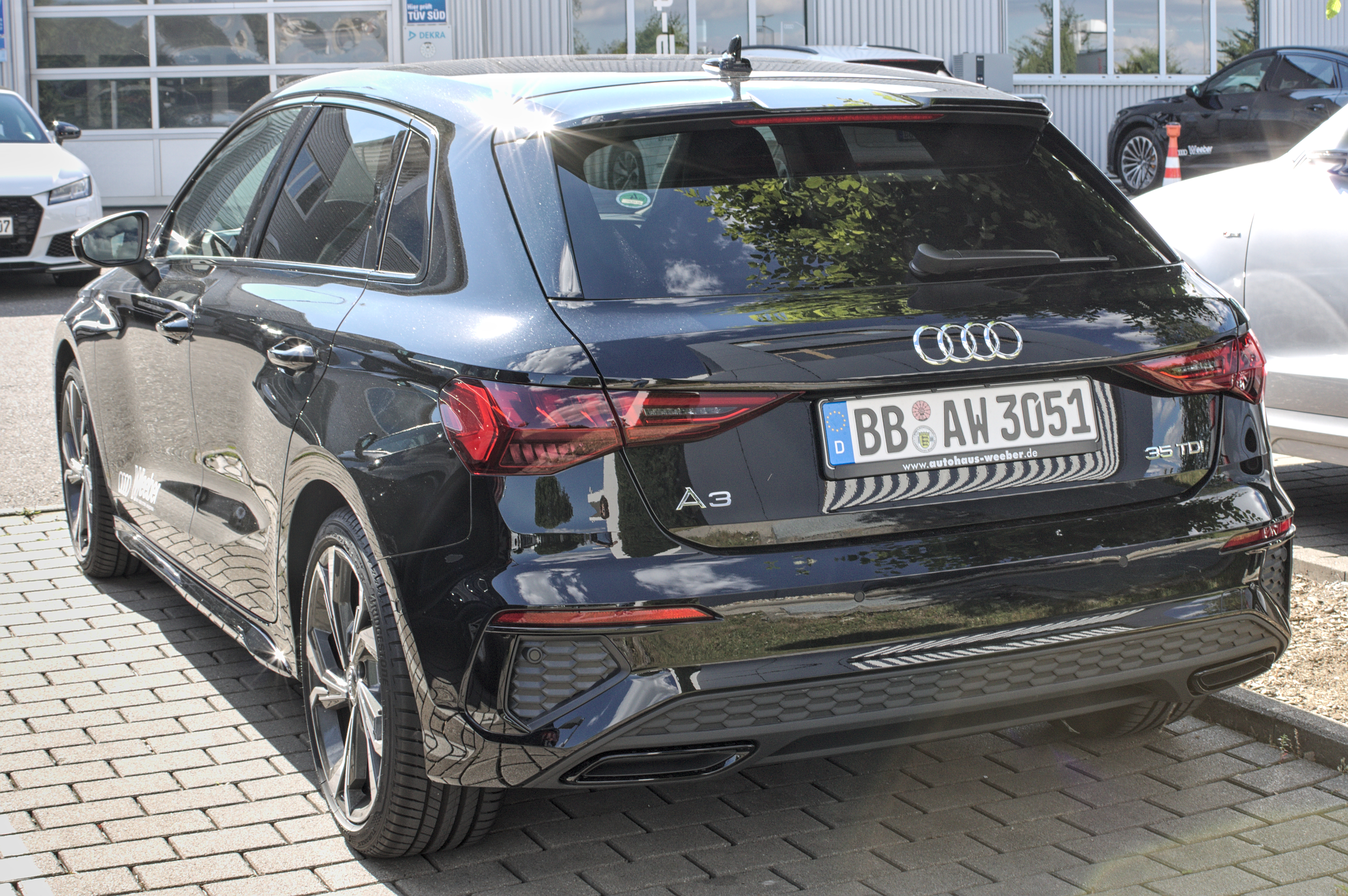
Audi A3 IV (8Y) – tył

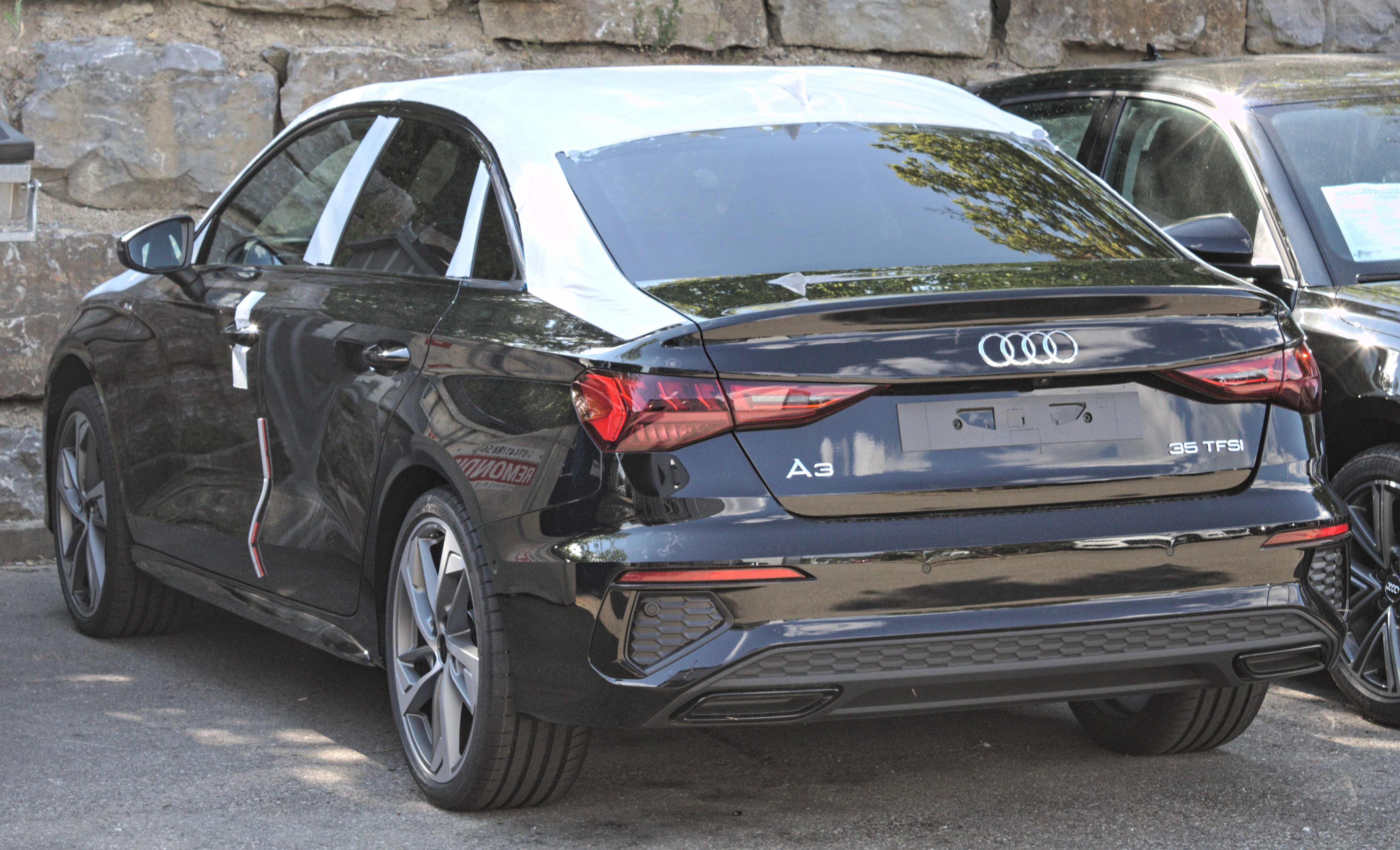
Audi A3 IV (8Y) Sedan

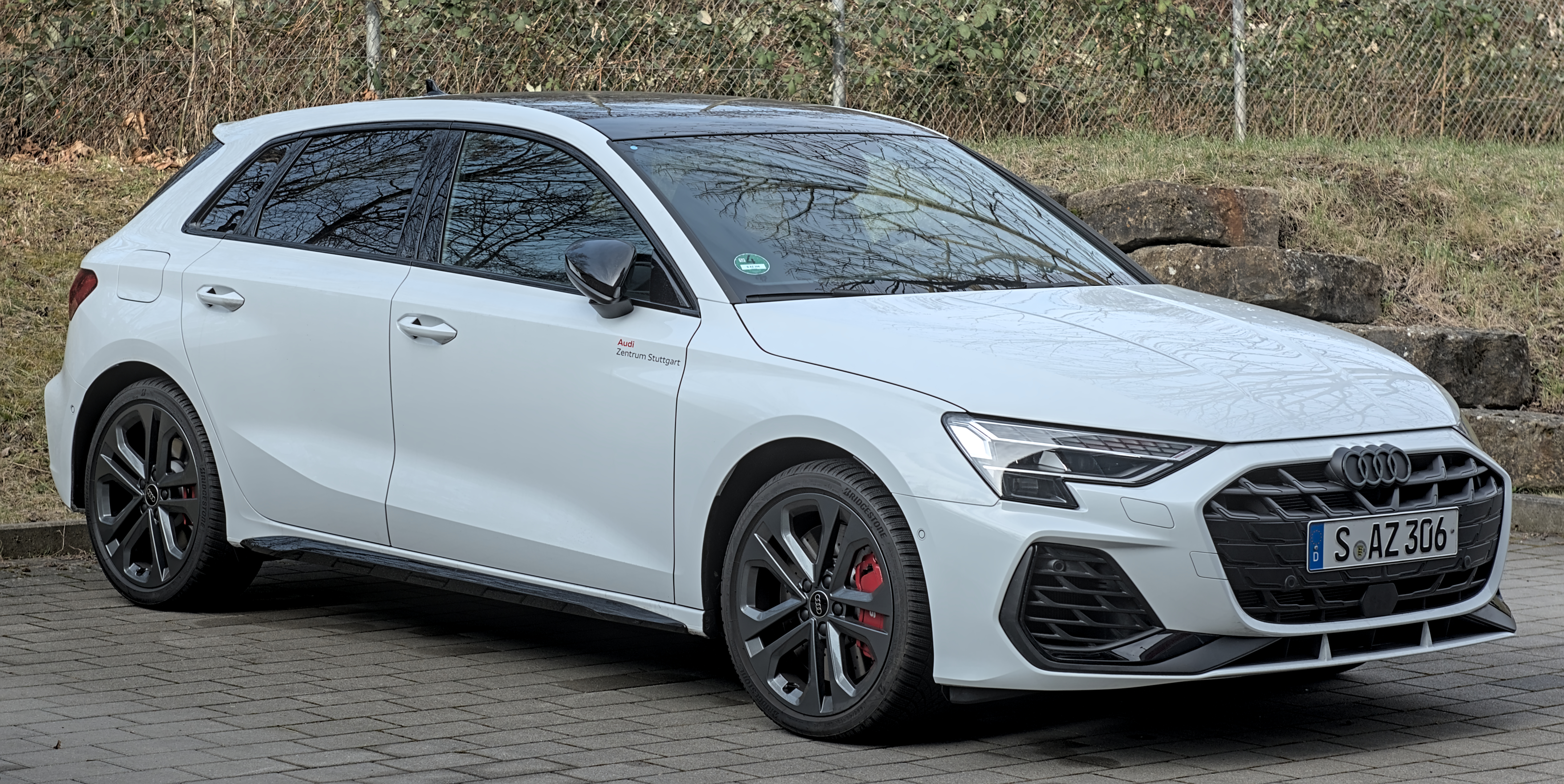
Audi A3 IV (8Y) po liftingu

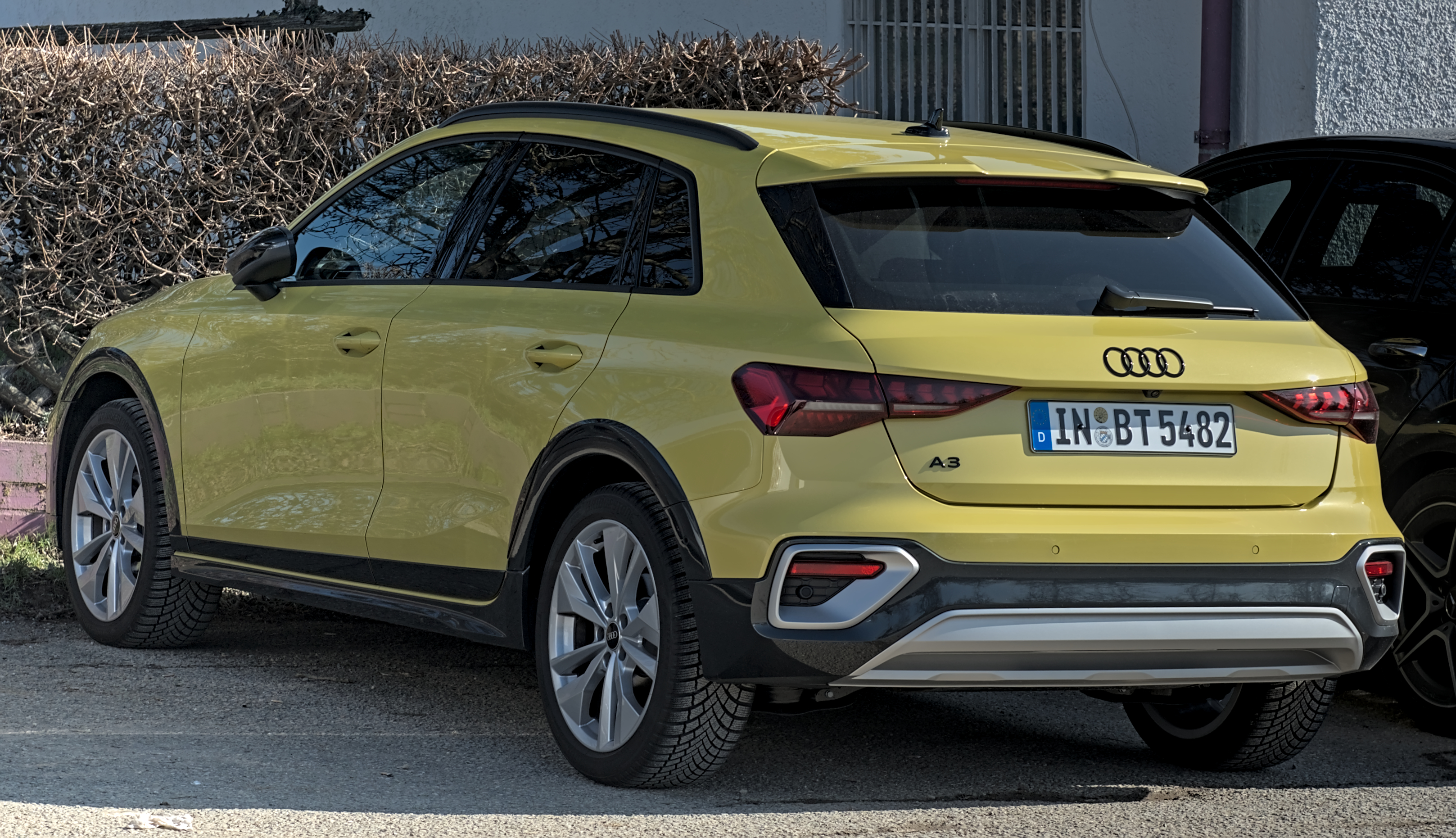
Audi A3 (8Y) Allstreet

Audi A3 IV zostało zaprezentowane w 2020 roku.
Czwarta generacja A3 została zaprezentowana wiosną 2020 roku na Geneva Motor Show. Podobnie jak inne nowe kompaktowe modele koncernu Volkswagena przedstawione na przełomie 2019 i 2020 roku, samochód zbudowano na nowej modułowej platformie. W jej ramach, nowe A3 jest nie tylko niższe i szersze, ale i dłuższe, co ukazuje inna sylwetka. Charakterystycznym elementem jest duża atrapa chłodnicy, wielokątne, podłużne reflektory i ubogacone ostrymi kantami tylne lampy.
Zmiany pojawiły się także w ofercie nadwoziowej. Nowe A3 po raz pierwszy w historii nie jest już oferowane jako trzydrzwiowy hatchback, a podstawową odmianą nadwoziową jest pięciodrzwiowy hatchback. Z gamy zniknął także kabriolet, a pozostał w niej czterodrzwiowy sedan. Audi rozważa też wprowadzenie odmiany liftback jako konkurenta m.in. nowego modelu BMW, Serii 2 Gran Coupe.

### Lifting
W marcu 2024 roku model przeszedł lifting. Pas przedni wyróżnia się delikatnie zmienionym grillem Singleframe. Użyto także nowej sygnatury świetlnej w nowych światłach. Z tyłu zmiany ograniczyły się do nowych lamp z innym wzorem świetlnym, a także do zmian w zderzaku. Największą nowością w odświeżonym modelu jest podniesiony wariant o nazwie Audi A3 Allstreet.

### Wersje silnikowe[40]
| Wersja | Kod silnika | Układ/liczba cylindrów | Pojemność | Moc   | Maks. moment obrotowy | Prędkość maks. | Przyspieszenie 0-100km/h |
| ------ | ----------- | ---------------------- | --------- | ----- | --------------------- | -------------- | ------------------------ |
| 30TFSI | DLAA        | R3                     | 999cm3    | 110KM | 200Nm                 | 210km/h        | 10.6s                    |
| 35TFSI | DPCA        | R4                     | 1498 cm3  | 150KM | 250Nm                 | 232km/h        | 8.4s                     |
| 40TFSI | DNNA        | R4                     | 1984 cm3  | 190KM | 320Nm                 | 248km/h        | 7s                       |
| S3     | DNF         | R4                     | 1984 cm3  | 310KM | 400Nm                 | 250km/h        | 4.8s                     |
| RS3    | DNWA        | R5                     | 2480 cm3  | 400KM | 500Nm                 | 250km/h        | 3.8s                     |

| Wersja | Kod silnika | Układ/liczba cylindrów | Pojemność | Moc   | Maks. moment obrotowy | Prędkość maks. | Przyspieszenie 0-100km/h |
| ------ | ----------- | ---------------------- | --------- | ----- | --------------------- | -------------- | ------------------------ |
| 30TDI  | DSUD        | R4                     | 1968 cm3  | 116KM | 300Nm                 | 210km/h        | 10.1s                    |
| 35TDI  | DSRB        | R4                     | 1968 cm3  | 150KM | 360Nm                 | 232km/h        | 8.4s                     |